# Symfonisk epos
Symfonisk epos, een compositie van Johan Kvandal beleefde haar première op 12 september 1963.
Kvandal componeerde zijn Symfonie nr. 1 in 1959 en het werk had succes. Kvandal werd daardoor in de gelegenheid gesteld werken te schrijven voor grote(re) ensembles. Dit mondde drie jaar later uit in het Symfonisch epos, dat wel gezien wordt als zijn Symfonie nr. 2 (een werk onder die titel van Kvandal is er niet). Het werk heeft wel de schijn van een symfonie, maar voldoet niet aan de traditionele indeling. Wel is er sprake van een ontwikkeling van de thema’s en een recapitulatie, maar andere zaken zoals een vierdelige opzet ontbreken. Het werk in 1963 voor het eerst uitgevoerd door het Bergen filharmoniske orkester onder leiding van Carl von Garaguly.
Het werk werd opgenomen door Herbert Blomstedt met het Oslo Filharmoniske Orkester in 1968 voor Philips. Die opname werd later gebundeld met andere werken van Kvandal tot een uitgave op Aurora. De Noorse muziekcentrale heeft in haar beheer nog twee andere opnamen, waarschijnlijk van die van de première en een uitvoering van hetzelfde orkest met Aldo Ceccato als dirigent. 
Kvandal schreef zijn Symfonisch epos voor
- 2 dwarsfluiten (II ook piccolo), 2 hobo’s (II ook althobo), 2 klarinetten (II ook basklarinet), 2 fagotten (II ook contrafagot)
- 4 hoorns, 3 trompetten, 3 trombones, 1 tuba
- pauken,  percussie, celesta
- violen, altviolen, celli, contrabassen